# Festival slovenskega filma 2019
22. Festival slovenskega filma (22. FSF) je potekal od 17. do 22. septembra 2019 v Portorožu, in sicer na dveh prizoriščih: v Avditoriju Portorož in v kinu Monfort. V tednu po koncu festivala (24.–28. september) so bili z vesnami nagrajeni filmi predvajani tudi v ljubljanskem Kinu Komuna. Direktorica festivala je Jelka Stergel, poleg nje pa sta bila programska selektorja še Neva Mužič in Nace Zavrl (programski odbor).
Otvoritveni film je bil Jaz sem Frenk Metoda Pevca.
Glavna novost 22. izvedbe FSF-ja je bil neposredni televizijski prenos zaključne slovesnosti s podelitvijo nagrad, ki je bila 22. septembra, na RTV Slovenija.

## 22. FSF v številkah
Na razpis je prispelo 157 prijav. Programska komisija je v uradni program uvrstila 106 filmov, od tega 57 v tekmovalni program, in sicer:
- 11 celovečercev
- 10 manjšinskih koprodukcij (8 celovečernih in 2 kratka filma)
- 5 srednjemetražnih
- 18 kratkih (10 igranih, 4 eksperimentalni, 2 dokumentarna, 2 animirana)
- 13 študijskih filmov[1]

V šestih festivalskih dneh si je filme ogledalo 6200 obiskovalcev.

## Nagrade
Vesne
Za vesne, najvišje nacionalno odličje na področju filmske umetnosti, se je potegovalo 57 filmov iz tekmovalnega programa.
(1) Strokovna žirija za celovečerne (igrane, dokumentarne in animirane) filme je podelila nagrade vesna:
| Kategorija            | Prejemnik                                                                     |
| --------------------- | ----------------------------------------------------------------------------- |
| celovečerni film      | Zgodbe iz kostanjevih gozdov (Gregor Božič)                                   |
| režija                | Gregor Božič (Zgodbe iz kostanjevih gozdov)                                   |
| scenarij              | Katja Colja in Angelo Carbone (Igor in Rosa)                                  |
| glavna ženska vloga   | Liza Marijina (Polsestra)                                                     |
| glavna moška vloga    | Massimo De Francovich (Zgodbe iz kostanjevih gozdov)                          |
| stranska ženska vloga | Jana Zupančič (Korporacija)                                                   |
| stranska moška vloga  | Milivoj Roš (Oroslan)                                                         |
| fotografija           | Ferran Paredes Rubio (Zgodbe iz kostanjevih gozdov)                           |
| izvirna glasba        | Hekla Magnúsdóttir (Zgodbe iz kostanjevih gozdov)                             |
| montaža               | Gregor Božič, Benjamin Mirguet, Beppe Leonetti (Zgodbe iz kostanjevih gozdov) |
| scenografija          | Giovanna Cirianni (Zgodbe iz kostanjevih gozdov)                              |
| kostumografija        | Katharina Jockwer, Mateja Fajt (Zgodbe iz kostanjevih gozdov)                 |
| maska                 | Barbara Morosetti (Zgodbe iz kostanjevih gozdov)                              |
| zvok                  | Jan Vysocky, Julij Zornik (Zgodbe iz kostanjevih gozdov)                      |

(2) Strokovna žirija za dokumentarne filme (celovečerne, srednjemetražne in kratke), kratke filme, študijske filme, eksperimentalne filme ter filme v manjšinski slovenski koprodukciji je podelila nagrade vesna za sledeče kategorije:
| Kategorija                      | Prejemnik                                                 |
| ------------------------------- | --------------------------------------------------------- |
| dokumentarni film               | Hči Camorre (Siniša Gačić)                                |
| kratki igrani film              | Raj (Mitja Ličen, Sonja Prosenc)                          |
| manjšinska koprodukcija         | Bog obstaja, ime ji je Petrunija (Teona Strugar Mitevska) |
| animirani film                  | Liliana (Milanka Fabjančič)                               |
| izvirno/eksperimentalno AV-delo | Človek s senco (Ema Kugler)                               |
| študijski film                  | Alzheimer café (Martin Draksler)                          |

(3) Žirija je podelila tudi dve vesni za posebne dosežke:
- Buča na vroči strehi sveta (Nejc Saje, Jeffrey Young)
- Martin Turk (Dober dan za delo)

(4) Nagrada občinstva
- Zgodbe iz kostanjevih gozdov (Gregor Božič)

Za nagrado občinstva so se potegovali celovečerni filmi tekmovalnega programa (ocenjevanje z ocenami od 1 do 5).
| Film                         | Ocena |
| ---------------------------- | ----- |
| Zgodbe iz kostanjevih gozdov | 4,69  |
| Poj mi pesem                 | 4,55  |
| Hči Camorre                  | 4,49  |
| Jaz sem Frenk                | 4,38  |
| Polsestra                    | 4,37  |
| Oroslan                      | 4,26  |
| Vsi proti vsem               | 4,10  |
| Korporacija                  | 4,09  |
| Vprašanje identitete         | 3,65  |

Film Buča na vroči strehi sveta se za nagrado ni mogel potegovati, saj ni imel zadostnega števila glasovnic (sicer je dosegel povprečno oceno 4,79). Ocene za Človeka s senco niso razkrili.
Badjurova nagrada za življenjsko delo
- Andrej Zdravič

Ostale nagrade
- nagrada Art kino mreže Slovenije:[b] Bog obstaja, ime ji je Petrunija (Teona Strugar Mitevska)
- nagrada kosobrin za dragocene filmske sodelavce (podeljuje Društvo slovenskih režiserjev): Matija Kozamernik Jojo
- nagrada izobraževalnega programa Ostrenje pogleda (izvaja ga Društvo za širjenje filmske kulture KINO!) za najboljši študijski film v tekmovalnem programu: Soma (Sandra Jovanovska)
  - posebna omemba izobraževalnega programa Ostrenje pogleda: Alzheimer café (Martin Draksler)

Žirije
- vesne za celovečerne filme
  - Živa Selan
  - Boban Jevtić ()
  - Rok Biček

- vesne za ostale kategorije
  - Nina Blažin
  - Grega Mastnak
  - Maja Weiss

- nagrada Art kino mreže Slovenije
  - Barbara Kelbl
  - Matej Patljak
  - Petra Gajžler

- nagrada Metoda Badjure
  - Karpo Godina
  - Dušan Moravec
  - Aleš Pavlin
  - Olga Toni
  - Varja Močnik (predsednica)

## Filmi

### Tekmovalni program

#### Celovečerni filmi
| Film                         | Režiser                  | Zvrst        |
| ---------------------------- | ------------------------ | ------------ |
| Buča na vroči strehi sveta   | Nejc Saje, Jeffrey Young | dokumentarni |
| Človek s senco               | Ema Kugler               | igrani       |
| Hči Camorre                  | Siniša Gačić             | dokumentarni |
| Jaz sem Frenk                | Metod Pevec              | igrani       |
| Korporacija                  | Matej Nahtigal           | igrani       |
| Oroslan                      | Matjaž Ivanišin          | igrani       |
| Poj mi pesem                 | Miran Zupanič            | dokumentarni |
| Polsestra                    | Damjan Kozole            | igrani       |
| Vprašanje identitete         | Sabrina Morena           | dokumentarni |
| Vsi proti vsem               | Andrej Košak             | igrani       |
| Zgodbe iz kostanjevih gozdov | Gregor Božič             | igrani       |

#### Srednjemetražni filmi
| Film                     | Režiser                    | Zvrst               |
| ------------------------ | -------------------------- | ------------------- |
| Ivan in Karla            | Alma Lapajne               | igrano-dokumentarni |
| Jaz sem za nič           | Boris Petkovič             | dokumentarni        |
| Slovenec po izbiri       | Aleš Verbič                | dokumentarni        |
| Stric Geza ide v Zaturce | Jože Glažar, Štefan Kardoš | dokumentarni        |
| Švicarija.               | Amir Muratović             | dokumentarni        |

#### Koprodukcijski filmi
| Film                             | Režiser                             | Zvrst               |
| -------------------------------- | ----------------------------------- | ------------------- |
| Bog obstaja, ime ji je Petrunija | Teona Strugar Mitevska              | igrani              |
| Dnevnik Diane Budisavljević      | Dana Budisavljević                  | igrano-dokumentarni |
| Dober dan za delo                | Martin Turk                         | igrani              |
| Igor in Rosa                     | Katja Colja                         | igrani              |
| Moj dedi je padel z Marsa        | Dražen Žarković, Marina Andree Škop | igrani              |
| Najlepša dežela na svetu         | Želimir Žilnik                      | dokumentarni        |
| Scout                            | Alex Cvetkov                        | kratki igrani       |
| Sin                              | Ines Tanović                        | igrani              |
| Šivi                             | Miroslav Terzić                     | igrani              |
| The Right One                    | Urška Djukić, Gabriel Tzafka        | kratki igrani       |

#### Kratki filmi
| Film                                                                 | Režiser                                                                     | Zvrst            |
| -------------------------------------------------------------------- | --------------------------------------------------------------------------- | ---------------- |
| Bend vs brend                                                        | Simona Jerala, Hanna Szentpeteri                                            | dokumentarni     |
| Bik                                                                  | Bojan Labović                                                               | igrani           |
| Dom je, kjer je hiša                                                 | Peter Cerovšek                                                              | igrani           |
| In pride, jesen                                                      | Davorin Marc                                                                | eksperimentalni  |
| Kratki rezi                                                          | Urban Zorko, Mitja Mlakar, Urša Menart, Katarina Rešek - Kukla, Jure Dostal | omnibus – igrani |
| Ledena kraljica                                                      | Tina Fratnik                                                                | igrani           |
| Liliana                                                              | Milanka Fabjančič                                                           | animirani        |
| Metod                                                                | Tomaž Gorkič                                                                | igrani           |
| Ostanki – izpovedi duhovom                                           | Niko Novak, Matevž Jerman                                                   | eksperimentalni  |
| Potop                                                                | Kristijan Krajnčan                                                          | igrani           |
| Raj                                                                  | Sonja Prosenc, Mitja Ličen                                                  | igrani           |
| Reka ločuje – delo povezuje                                          | Tomaž Pavkovič                                                              | dokumentarni     |
| Rustlands                                                            | Rok Mlinar                                                                  | igrani           |
| Sčasoma                                                              | Aron Horvath                                                                | igrani           |
| Spregledani razgledi                                                 | Ana Čigon                                                                   | eksperimentalni  |
| Stoj!                                                                | Giulio De Paolis                                                            | igrani           |
| Tako zraste ... Metulj                                               | Miha f Kalan, Jernej Žmitek                                                 | animirani        |
| Vse, kar ti hočem povedati s telepatskimi signali, ko me ne poslušaš | Ester Ivakič                                                                | eksperimentalni  |

#### Študijski filmi
| Film                                                      | Režiser           | Zvrst           |
| --------------------------------------------------------- | ----------------- | --------------- |
| 18,75                                                     | Aleksander Kogoj  | dokumentarni    |
| Alzheimer Cafe                                            | Martin Draksler   | dokumentarni    |
| Birdwatching                                              | Jan Krevatin      | igrani          |
| Češnjevi kolački                                          | Mateja Rokavec    | igrani          |
| Delo v avtopralnici                                       | Sagar Gahatraj    | eksperimentalni |
| Garderoba                                                 | Ema Muc           | igrani          |
| Nihče ni rekel, da te moram imeti rad                     | Matjaž Jamnik     | igrani          |
| Počitnice                                                 | Urh Pirc          | dokumentarni    |
| Soma                                                      | Sandra Jovanovska | animirani       |
| Urška in Povodny Mož                                      | Silvie Čechova    | eksperimentalni |
| Uvajanje                                                  | Anže Sobočan      | igrani          |
| Vojak-inja                                                | Vida Breže        | igrani          |
| V zadnjem vagonu je v tretjem kupeju sedela ob oknu gospa | Peter Bizjak      | igrani          |

### Pregledni program
| Film                                                          | Režiser                           | Kategorija      | Zvrst               |
| ------------------------------------------------------------- | --------------------------------- | --------------- | ------------------- |
| Avtoštop                                                      | Martin Emeršič                    | študijski       | igrani              |
| Butalci                                                       | Aljaž Bastič                      | študijski       | igrani              |
| Civilizacija                                                  | Mitja Manček                      | kratki          | animirani           |
| Dediščina furmanstva                                          | Drago Mislej - Mef, Dušan Milavec | celovečerni     | dokumentarni        |
| Domus                                                         | Carolina Silveira                 | študijski       | dokumentarni        |
| Gaganje                                                       | Rok Hvala                         | študijski       | igrani              |
| General Boroević                                              | Valentin Pečenko                  | celovečerni     | dokumentarni        |
| Heterodoks – razmišljanje o slovenskem gospodarstvu in družbi | Aljaž Bastič                      | celovečerni     | dokumentarni        |
| Huda si                                                       | Tosja Flaker Berce                | kratki          | igrani              |
| Iva, 24                                                       | Hanna Szentpeteri                 | študijski       | igrani              |
| Kameleoni – Beatlesi nekdanje Jugoslavije                     | Miha Čelar                        | srednjemetražni | dokumentarni        |
| Karmela                                                       | Marko Sosič                       | srednjemetražni | igrano-dokumentarni |
| Miren dan                                                     | Jan Mozetič                       | celovečerni     | dokumentarni        |
| Naš Triglav                                                   | Jani Sever                        | srednjemetražni | dokumentarni        |
| Neskončni začetek                                             | Jasna Hribernik                   | srednjemetražni | dokumentarni        |
| Oto                                                           | Vasja Rovšnik                     | celovečerni     | igrani              |
| parking _ space                                               | Anne Tassel                       | kratki          | eksperimentalni     |
| Peter vs Harry                                                | Ida Weiss                         | srednjemetražni | dokumentarni        |
| Pod okriljem                                                  | Ula Pogorevčnik                   | kratki          | igrani              |
| Preveč                                                        | Miha Oven                         | študijski       | igrani              |
| Sovražim sonce                                                | Fabris Šulin                      | kratki          | igrani              |
| Spekula                                                       | Uroš Zavodnik                     | kratki          | dokumentarni        |
| Srce se ne boji                                               | David Sipoš, Matjaž Feguš         | kratki          | igrano-dokumentarni |
| Stoletje sanj                                                 | Ven Jemeršić                      | celovečerni     | dokumentarni        |
| ŠKL – šport tisočerih obrazov                                 | Toni Cahunek                      | celovečerni     | dokumentarni        |
| Tabu – zgodba za jutri                                        | Rudi Uran                         | celovečerni     | dokumentarni        |
| The Tale of the Great Warrior                                 | Onur Erdurak                      | študijski       | igrani              |
| Tomos: Narejeno v Jugoslaviji                                 | Peter Leban                       | srednjemetražni | dokumentarni        |
| Trenutek                                                      | Matic Štamcar                     | študijski       | igrani              |
| Tudi jaz vidim                                                | Lana Bregar                       | študijski       | dokumentarni        |
| Vialund                                                       | Ivana Vogrinc Vidali              | kratki          | eksperimentalni     |
| V iskanju srečnega konca                                      | Teja Črnivec                      | študijski       | dokumentarni        |
| Videno                                                        | Vid Merlak                        | študijski       | igrani              |
| Zadnja lekcija                                                | Francesco Borchi                  | kratki          | igrani              |
| Zlata verižica                                                | Janez Juh                         | študijski       | igrani              |

Otroški animirani filmi
- Bučmana, Matic Perčič
- Izredne novice, Irena Režek
- Koyaa – Izmuzljivi papir, Kolja Saksida
- Koyaa – Poskočna radirka, Kolja Saksida
- Koyaa – Presneta odeja, Kolja Saksida
- Koyaa – Spolzko milo, Kolja Saksida
- Koyaa – Vesele vilice, Kolja Saksida
- Koyaa – Živahna kanta, Kolja Saksida
- Princ Ki-Ki-Do; Begunec, Grega Mastnak
- Princ Ki-Ki-Do; Krt, Grega Mastnak
- Princ Ki-Ki-Do; Superdo, Grega Mastnak
- Tako zraste ... Metulj, Miha Kalan, Jernej Žmitek
- Tako zraste ... Žaba, Miha Kalan, Jernej Žmitek
- Program animiranega filma produkcijskega studia INVIDA:
  - Cipercoper, Jernej Žmitek, Boris Dolenc, 2014
  - Potovanje na ladji Beagle – Ljubezen galapaške želve, Jernej Lunder, 2017
  - Muri: Rojstni dan, Boris Dolenc, 2013
  - Muri: Sprehod, Jernej Žmitek, 2017
  - Muri: Kosilo, Jernej Žmitek, 2018

### Posvečeno: Andrej Zdravič
- Phenix, 1975
- Sunhopsoon, 1976
- Breath (Dih), 1976
- Air Trio: In the Clouds (V oblakih), The Prismatic Sky (Prizmatično nebo), Rain Veils (Dežne tančice), 1985
- Airborne, 1987
- Kres, 1987
- Restless, 1987

- Riverglass: A River Ballet in Four Seasons (V steklu reke: Balet reke v štirih letnih časih), 1997
- Heartbeat (Utrip srca), 2000
- Origin (Izvor), 2001
- Obon, 2001
- Ocean Cantos: Sand's Journey – Popotovanje peska (2017), Glimmering – Svetlikanje (2017), Organicism – Organicizem (2018), Horizons – Horizonti (2017), Sea Manes I – Morske grive I (2017), Sea Manes II – Morske grive II (2017), Sea Manes III – Morske grive III (2017)

### Posebni projekciji
| Film                     | Režiser        | Leto | Zvrst        | Opombe                                                                                          |
| ------------------------ | -------------- | ---- | ------------ | ----------------------------------------------------------------------------------------------- |
| (Ne)vidni slovenski film | Slavko Hren    | 2019 | dokumentarni | - zadnji del trilogije Filmoljubje - projekcija v poklon stoletnici režiserja Franceta Štiglica |
| Menocchio                | Alberto Fasulo | 2018 | igrani       | - Fokus: Italija - Fasulo je bil častni gost festivala                                          |

## Strokovni program
- koprodukcijsko srečanje Fokus: Italija (predstavitev italijanskih institucij, ki tvorijo sistem podpor filmski produkciji in kulturni izmenjavi – MIBAC, ANICA, regionalni skladi, Italijanski inštitut za kulturo v Ljubljani, Italijanska trgovinska agencija Slovenija, ter osrednjih slovenskih institucij na področju filmskega financiranja − FSF, SFC; pitchingi izbranih projektov v razvoju in postprodukciji)
- častni gost 22. FSF: režiser Alberto Fasulo
- Posnemi knjigo! Povezovanje literature in filma: okrogla miza na temo filmskih upodobitev slovenskih knjižnih del (moderator Marcel Štefančič jr.), pitching knjižnih predlog za filmske producente
- konferenca REACT z naslovom O možnosti reči »mogoče« (Marta Andreu)
- delavnica XR pod vodstvom Marka Cafnika: predstavitev tehnologije ustvarjanja virtualne resničnosti z VR-očali in ostalih imerzivnih (potopitvenih) vsebin
- tržnica del v nastajanju: italijanski in slovenski projekti v postprodukciji
- okrogla miza Društva slovenskih avdiovizualnih igralcev (DSI) v sodelovanju z Zavodom AIPA z naslovom Igralec in njegova pravica o problematiki avtorskih pravic slovenskih igralcev (moderator Matej Zemljič)
- Spoznajmo Italijane: različne možnosti financiranja avdiovizualnih projektov v Italiji
- predavanje Prodorni producenti, ki ga je vodil Marcin Łuczaj
- okrogla miza o Scenarnici in njenih treh letih delovanja
- okrogla miza Društva postprodukcijskih ustvarjalcev (DPPU) z naslovom Ustvarjalni aspekt montažnega oblikovanja filmskih podob z Milošem Kaluskom (moderatorka Olga Toni)
- predavanje Gregorja Skenderja z naslovom Študija Deloitte: Pregled fiskalnih in ekonomskih učinkov AV industrije v Sloveniji
- filmskokritiška delavnica Ostrimo pogled na slovenskem filmu pod vodstvom mentorice dr. Maje Krajnc
- Osrednje nacionalne filmske ustanove v regiji